# Percy Williams
Percy Williams (anglès: Percy Alfred Williams)  (Vancouver, 19 de maig de 1908 - Vancouver, 29 de novembre de 1982) va ser un atleta canadenc, especialista en curses de velocitat, que va competir durant les dècades de 1920 i 1930.

## Inicis
Williams era l'únic fill de Frederick Williams, originari d'Anglaterra, i de Charlotte Rhodes, originària de St. John's, Terranova. Quan tenia 15 anys va patir febre reumàtica i se li va aconsellar que evités les activitats físiques extenuants, però com que a la seva escola de secundària participava en competicions atlètiques, va començar a entrenar proves d'esprint el 1924 i el 1927 ja era campió local.

## Competicions
El 1928 va prendre part en els Jocs Olímpics d'Amsterdam, on va disputar tres proves del programa d'atletisme. En la cursa dels 100 i 200 metres va guanyar la medalla d'or i en la dels 4x100 metres relleus fou desqualificat en la final. En els 100 metres va igualar el rècord olímpic amb un temps de 10,6 segons.
Per poder participar en aquests Jocs i poder pagar el preu del bitllet del vaixell del Canadà fins a Amsterdam Williams i el seu entrenador, Bob Granger, van treballar com a cambrers i rentavaixelles en un vagó menjador del ferrocarril, alhora que van rebre donatius per part dels seus seguidors de Vancouver.
Les victòries de Williams van ser notícies de primera plana al Canadà i va tornar com un heroi nacional, celebrat per enormes multituds a tot el país. Es calcula que unes 25.000 persones van anar a donar-li la benvinguda a Vancouver. Va ser rebut per l'alcalde i el primer ministre i va desfilar per tota la ciutat dalt d'un cotxe en un acte retransmès en directe pels periodistes.
Als campionats canadencs d'atletisme de 1930 va establir un nou rècord mundial en els 100 metres i poc després va guanyar la medalla d'or en les 100 airdes dels Jocs de la Commonwealth. En aquesta cursa es va trencar uns tendons de la cama esquerra i mai va recuperar el nivell aconseguit fins aleshores. Als Jocs Olímpics d'Estiu de 1932, de Los Angeles, va disputar dues proves del programa d'atletisme. Fou quart en la cursa dels 4x100 metres relleus, mentre en els 100 metres quedà eliminat en semifinals. Posteriorment, va deixar de córrer i es va convertir en agent d'assegurances.

## Després de la retirada
A l'agost de 1940 es va unir a la milícia activa no permanent. Va servir com a pilot civil durant la Segona Guerra Mundial, transportant avions per tot el país per la Canadian Airways, i després es va convertir en instructor de vol civil amb la Reial Força Aèria Canadenca.
El 1950 va ser escollit el millor atleta de pista del Canadà de la primera meitat del segle, que més tard es va actualitzar el 1972 per declarar-lo el millor atleta olímpic de tots els temps del Canadà.
En anys posteriors va renegar dels seus èxits olímpics, sent l'únic medallista d'or olímpic canadenc viu que va rebutjar la invitació del govern federal per assistir als Jocs Olímpics d'estiu de 1976 a Montreal.
El 1979 va ser nomenat Oficial de l'Orde del Canadà.
Williams, que mai es va casar, va viure amb la seva mare, Dot, fins a la seva mort l'any 1980, als 92 anys. Poc després, el 1982, se suïcidà d'un tret al cap.